# 淡黄香茶菜
淡黄香茶菜（学名：Isodon flavidus）为唇形科香茶菜属下的一个种。